# Fuga dos Condes

Fuga dos Condes (mapa interactivo)

A Fuga dos Condes (em irlandêsː Imeacht na nlarlaí, em inglês: the Flight of the Earls) ou também conhecida como a Fugida dos Condes, se refere à marcha de Irlanda de Hugh O'Neill, conde de Tyrone e Rory O'Donnell, em 14 de setembro de 1607. Este momento marcou o fim da era medieval irlandesa e de seu sistema de clãs ancestrais, já que através da colonização de zonas importantes da ilha introduziu-se o elemento cultural inglês. A natureza dos clãs irlandeses consistiam em guerrilhar constantemente, já que assim tinham sido educados, pelo que se dedicavam a devastar e assaltar as terras circundantes a suas províncias ou de clãs inimigos. A maioria dos patriarcas dos clãs costumavam ter prisioneiros encarcerados pelo resto de suas vidas, alguns deles inclusive chegados a cegar.

## Preludio do exílio
Depois da derrota na Batalha de Kinsale, e o fim da Guerra dos Nove Anos irlandesa, Hugo O'Neill e Red Hugh O'Donnell, senhor de Tyrconnell e irmão mais velho de Rory O'Donnell e seu predecessor, encontravam-se numa situação muito difícil. Red Hugh O'Donnell partiu para a corte de Felipe III em Espanha, tratando de encontrar apoio para iniciar uma nova revolta, onde faleceu. Por sua vez, Hugo O'Neill, que tinha sido vencido e capturado por Lord Mountjoy e Rory O'Donnell tiveram que se apresentar ante o rei Jaime I de Inglaterra em Londres. Ambos rebeldes receberam um trato muito honroso do rei, que lhes confirmou em suas posses e concedeu a Rory o título de Conde de Tyrconnell.
Como era também rei da Escócia, Jaime I compreendia melhor que ninguém as vantagens de colaborar com os chefes locais. No entanto, igual que tinha sucedido em outras zonas de Irlanda, a paz de 1603 se traduziu no aplicativo da lei de cessão e reconcessão, segundo a qual, os nobres gaélicos entregavam suas terras à Coroa, que lhas voltava a entregar a seus proprietários, desde que estes jurassem lealdade ao Rei e admitissem suas normas.  Estas terras estariam regidas segundo o disposto na legislação inglesa e não segundo as tradicionais Leis de Brehon gaélicas. Esta política seria aplicada de forma sistêmica durante todo o processo conhecido como Reconquista Tudor de Irlanda.
Depois do falecimento de Red Hugh O'Donnell a 10 de setembro de 1602, seu irmão Rory sucedeu-lhe como vigésimo quinto Chefe do clã O'Donnell. Posteriormente, a 4 de dezembro de 1603 Jacobo I concedeu-lhe o título de Conde de Tyrconnell e a 10 de fevereiro de 1604 devolveu-lhe as terras confiscadas, ainda que com certos recortes.
A partir de 1605 o novo Lord Tenente de Irlanda, Arthur Chichester, iniciou uma política de pressão para O'Neill, O'Donnell e seus aliados Maguire, despossuindo-lhes de terras que as entregava aos O'Catháin, clã bem mais disposto a colaborar com o governo inglês. Por isto  não fosse pouco, a descoberta do Complô da Pólvora nesse mesmo ano fez, reduziu ainda mais a credibilidade dos católicos ante a coroa inglesa. Ante as repetidas queixas de O'Neill a respeito da gestão de Chichester, foi convidado por Jaime I a formular seu caso ao Conselho Privado em Londres, o qual nunca fez.
Para 1607, a situação dos aliados de O'Neill começava a ser insustentável ante os repetidos recortes em suas posses. Consideraram então a possibilidade de iniciar uma nova revolta. Dantes da Batalha de Gibraltar decidiram viajar a Espanha para procurar apoio. Não está muito claro se O'Neill compartilhava suas intenções, mas sabia que assim que a administração de Londres conhecesse os movimentos de O'Donnell e Maguire, considerar-lhe-iam igualmente traidor, pelo que optou por unir à fuga.
A posição do corte espanhola tinha mudado muito desde os tempos da anterior revolta. Depois do final da Guerra Anglo-Espanhola, Felipe III não tinha nenhum interesse em procurar um novo conflito contra a Inglaterra dos Stuarts; ademais, a frota espanhola tinha sido derrotada pela holandesa depois da Batalha de Gibraltar em 1607, pelo que se dirigiram a Itália, onde O'Neill faleceria em 1616.

## O fim da ordem gaélica
Os condes e alguns seguidores partiram da povoação de Rathmullan, na frente do Lough Swilly num barco de bandeira francesa. Os fugidos eram descendentes de algumas das famílias gaélicas mais antigas e poderosas, que tinham governado o Ulster durante séculos. A Fuga dos Condes marca um ponto de inflexão na história irlandesa. Apesar de sua adesão ao sistema gaélico, os antepassados dos condes tinham recebido seus títulos da coroa inglesa, e aceitado a política de cessão e reconcessão. Alguns historiadores argumentam que a fuga foi uma resposta ante a pressão exercida pelo governo inglês durante a Reconquista Tudor da Irlanda; outros que foi um erro estratégico que desocupou o caminho para a colonização do Ulster.

## A viagem
O Condes partiram de Rathmullan, uma aldeia nas margens do Lough Swilly, no Condado de Donegal, acompanhado por noventa seguidores, muitos deles nobres Ulster, e alguns membros da sua família. Vários deixaram suas esposas para trás, esperando que fosse possível recuperá-los mais tarde. O falecido Cardeal Tomas O'Fiaich, Arcebispo de Armagh, deu uma palestra na Rathmullan em Setembro de 1988 e contou que o Conde de Tyrone supostamente "tinha uma cruz de ouro que continha uma relíquia da Verdadeira Cruz, e isso ele a jogou na água atrás o navio, e de acordo com O'Ciainain, deu algum alívio da tempestade "durante a travessia para Quillebeuf-sur-Seine, na Normandia, França. Eles finalmente chegaram ao Continente em 4 de Outubro de 1607. O ato foi significativo pois a data do exílio de Rathmullan coincidiu com a Festa da Exaltação da Santa Cruz. Essa suposta relíquia da Verdadeira Cruz foi, provavelmente, uma relíquia menor tirada da mantenedora, a Holy Cross Abbey, que já havia sido visitada a caminho de Kinsale em 1601.
Seu destino era a Espanha, mas eles desembarcaram na França. Parte do grupo prosseguiu por terra para os Flandres espanhóis, alguns permaneceram em Leuven, enquanto o grupo principal continuou até a Itália. Eles planejavam voltar para a Irlanda e a campanha para a recuperação de suas terras, com o apoio da Espanha, mas ambos morreram no exílio. Tadhg Ó Cianáin posteriormente descreveu a viagem em grande detalhe.

## Osattainders
O rei Jaime emitiu a "Proclamação dos Condes de Tyrone e Tyrconnell" em 15 de Novembro 1607, descrevendo sua ação como traidora, e, portanto, preparar o terreno para a eventual perda de suas terras e títulos. Nenhuma resposta foi feita para a proclamação.
Seus títulos foram cancelados em 1614, embora continuassem a ser reconhecidos no Continente. Pode-se notar que o cancelamento desses títulos em 1614 e seis anos depois da morte do Conde de Tyrconnell em Roma em 1608, dificilmente poderia ter sido considerada legítima, pelo menos nos países católicos continentais. Mesmo dentro do contexto do Inglês e do Estado irlandês colonial, o cancelamento veio cerca de seis anos após  Rory, 1º Conde de Tyrconnell, ter morrido. Como acusado, ele deveria sido devidamente julgado ele deveria ter sido julgado por seus pares no Pariato da Irlanda, sob a autoridade presidente da Lord High Steward da Irlanda. No entanto, ele já estava morto, incapaz de estar em sua própria defesa, e seu título já herdado por seu filho Hugh "Albert" O'Donnell; Por conseguinte, a fim da perda do título, o julgamento teria que ter sido de Hugh "Albert", que tinha, de facto, não cometeu nenhum crime. Sob a teoria legal Inglês o título tinha potencialmente caducado, dado que assim que ele embarcou no navio sem permissão para deixar a Irlanda, e quando caducado não poderia, em seguida, passar para os seus descendentes sem alguma renúncia especial.
A perda do título foi considerada, por seus partidários, como uma paródia da justiça e foi considerado nulo e sem efeito por muitos no continente. A sucessão do filho do Conde de Tyrconnell, Hugh "Albert" O'Donnell, como 2º conde de Tyrconnell (1º criação) foi, portanto, reconhecidos como válidos no exterior, não menos importante no reino espanhol.
Estes attainders (cancelamento) tiveram um impacto muito maior sobre o povo do Ulster. O arranjo 1603 de paz com os três senhores foi terminado, como haviam quebrado suas condições, deixando o reino sem permissão, e as suas restantes terras e propriedade foram confiscadas. Chichester propôs uma nova implantação de colonos da Inglaterra, País de Gales e Escócia, patrocinado em parte pelos comerciantes da cidade de Londres, que ficou conhecida como a Plantação de Ulster. Isto teve um enorme impacto negativo sobre a parte inferior da classe habitantes de cultura gaélica de Ulster.

## Mudança na política espanhola
Na Bula Papal Ilius de 1555, o Papa havia conferido o título de Rei da Irlanda ao rei Filipe II de Espanha, quando ele era casado com a rainha Maria I. Filipe II fez nenhuma reivindicação ao reinado da Irlanda depois da morte de Maria em 1558. Ele se envolveu em uma longa guerra de 1585 com sua irmã Elizabeth I, e ele e seu sucessor Filipe III apoiaram os rebeldes irlandeses católicos até o cerco de Kinsale em 1601. A ele tinha sido oferecido a realeza em 1595 por O'Neill e os seus aliados, mas recusou. Dado a este longo apoio era razoável para Tyrconnell e Tyrone  tentar solicitar a ajuda de Filipe III, mas a política espanhola era de manter a sua a recente paz com a Inglaterra, e sua frota europeia havia sido enfraquecida a partir de vários conflitos, inclusive contra a Holanda mais de quatro meses antes. Há duas possibilidades no momento da partida:
- quer os condes não sabiam que a Espanha era incapaz e sem vontade de ajudar, ou
- eles sabiam, e enganaram seus seguidores ao fazê-los pensar que uma invasão espanhola chegaria em poucos meses.

## Comemoração do 400º aniversário
O 400º aniversário da Fuga dos Condes foi marcado em 14 de Setembro de 2007, em todo Donegal, incluindo uma regata de grandes navios, fogos de artifício, palestras e conferências. A Presidente da Irlanda Mary McAleese inaugurou uma estátua representando a Fuga em Rathmullan. Há uma exposição permanente dedicada à Fuga dos Condes e a subsequente Plantação em Draperstown na Irlanda do Norte e no "Flight of the Centre Earls" na Martello Tower, em Rathmullan.
Em 2008 também houve celebrações para marcar o 400º aniversário da chegada dos Condes em Roma, com um desempenho de comemoração pela Cross Border Orchestra da Irlanda na Igreja de em Sant'Ignazio, em Roma.